# École des troupes aéroportées
 (mai 2021).
Si vous disposez d'ouvrages ou d'articles de référence ou si vous connaissez des sites web de qualité traitant du thème abordé ici, merci de compléter l'article en donnant les références utiles à sa vérifiabilité et en les liant à la section « Notes et références ».
 (avril 2021).
La mise en forme du texte ne suit pas les recommandations de Wikipédia : il faut le « wikifier ».
Les points d'amélioration suivants sont les cas les plus fréquents. Le détail des points à revoir est peut-être précisé sur la page de discussion.
- Les titres sont pré-formatés par le logiciel. Ils ne sont ni en capitales, ni en gras.
- Le texte ne doit pas être écrit en capitales (les noms de famille non plus), ni en gras, ni en italique, ni en « petit »…
- Le gras n'est utilisé que pour surligner le titre de l'article dans l'introduction, une seule fois.
- L'italique est rarement utilisé : mots en langue étrangère, titres d'œuvres, noms de bateaux, etc.
- Les citations ne sont pas en italique mais en corps de texte normal. Elles sont entourées par des guillemets français : « et ».
- Les listes à puces sont à éviter, des paragraphes rédigés étant largement préférés. Les tableaux sont à réserver à la présentation de données structurées (résultats, etc.).
- Les appels de note de bas de page (petits chiffres en exposant, introduits par l'outil «  Source ») sont à placer entre la fin de phrase et le point final[comme ça].
- Les liens internes (vers d'autres articles de Wikipédia) sont à choisir avec parcimonie. Créez des liens vers des articles approfondissant le sujet. Les termes génériques sans rapport avec le sujet sont à éviter, ainsi que les répétitions de liens vers un même terme.
- Les liens externes sont à placer uniquement dans une section « Liens externes », à la fin de l'article. Ces liens sont à choisir avec parcimonie suivant les règles définies. Si un lien sert de source à l'article, son insertion dans le texte est à faire par les notes de bas de page.
- La présentation des références doit suivre les conventions bibliographiques. Il est recommandé d'utiliser les modèles {{Ouvrage}}, {{Chapitre}}, {{Article}}, {{Lien web}} et/ou {{Bibliographie}}. Le mode d'édition visuel peut mettre en forme automatiquement les références.
- Insérer une infobox (cadre d'informations à droite) n'est pas obligatoire pour parachever la mise en page.

Pour une aide détaillée, merci de consulter Aide:Wikification.
Si vous pensez que ces points ont été résolus, vous pouvez retirer ce bandeau et améliorer la mise en forme d'un autre article.
L'École des troupes aéroportées (ETAP) est un organisme chargé de former les parachutistes militaires des quatre composantes de l’armée française (Armée de terre, Marine nationale, Gendarmerie, et Armée de l'air). Créée fin 1963 dans sa forme actuelle, elle est située au camp « Aspirant Zirnheld » au nord de Pau. Unité de formation de l'Armée de terre, elle dépend de la 11ème brigade parachutiste.

## Histoire
Les premières unités parachutistes françaises furent instruites sur le sol national à l'aube de la Seconde Guerre mondiale. Durant ce conflit, la formation des parachutistes français se poursuivra avec la coopération des Britanniques et des Américains en Grande-Bretagne, en Afrique du nord et en Extrême Orient. Une fois la guerre terminée, c'est tout naturellement que s'imposa la nécessité de disposer d'une école parachutiste spécialisée sur le territoire national. En 1946, la France assiste donc à la création des centres d'instruction au saut, disséminés sur tout le territoire national. Un an plus tard, ils sont regroupés au sein d'un centre école des troupes aéroportées (CETAP). 
Le 1er juin 1947, l'École des troupes aéroportées (ETAP) voit le jour, et s'installe en novembre 1953 au camp d'Astra. En plus de sa mission de formation, elle assure le soutien logistique des théâtres d'opérations et en 1953 elle prend le nom de Base Ecole des Troupes Aéroportées (BETAP). Dix ans plus tard, en 1963, la BETAP reprend à nouveau l'appellation d'École des troupes aéroportées (ETAP) et se voit confier uniquement la formation des parachutistes militaires des trois armées et de la gendarmerie. 

### Chronologie et dénominations
L'École des troupes aéroportées trouve son origine à la fin de la Seconde Guerre mondiale. Elle est l'aboutissement des différentes réorganisations des troupes aéroportées sur le territoire français. En avril 1945, de l’École de parachutistes est créé à Lannion. Cette école dépend de l’Armée de l’air mais est chargée de former les parachutistes des trois armées (terre-air-mer). Par la suite, le  1er octobre 1945, le COITAP (centre d’organisation et d’instruction des troupes aéroportées) est formellement créé à Mont-de-Marsan, sous les ordres du Général Bonjour de la 24e DAP. 
Cette installation sera de courte durée : en février 1946 l’école de parachutistes est déplacée à Pau-Idron, donnant lieu au CETAP (centre école des troupes aéroportées) le 16 avril 1946, à la suite de sa dissolution. Le 1er juin 1947, le CETAP devient l'ETAP (École des troupes aéroportées). Cette école dispense à la fois l’instruction parachutiste et l’instruction tactique orientée vers le combat « choc ». Le 1er octobre 1953, L'ETAP reçoit en plus de sa mission d'école un rôle de base opérationnelle, qu'elle perdra 10 ans plus tard, et devient ainsi la BETAP (base-école des troupes aéroportées) aux ordres du colonel Edel ; elle s'installe au camp d'Astra au nord de Pau. Le 1er octobre 1963, la BETAP revient une BOMAP (base opérationnelle mobile aéroportée) et retrouve son appellation d’ETAP sous les ordres du colonel Le Borgne.
Le drapeau de l'école est décoré de la médaille de l'Aéronautique.

## Chefs de corps
- 1963-1965 : Colonel Le Borgne
- 1965-1969 : Colonel Merglen
- 1969-1972 : Colonel Escarra
- 1972-1975 : Colonel Caillaud
- 1975-1978 : Colonel Ziegler
- 1978-1981 : Colonel Fayette
- 1981-1984 : Général Dominique
- 1984-1987 : Général de Courrèges
- 1987-1990 : Général Genest
- 1990-1993 : Général Urwald
- 1993-1995 : Général Lesquer
- 1995-1996 : Général Wabinski
- 1996-1999 : Colonel Leroy
- 1999-2001 : Colonel Jacops
- 2001-2004 : Colonel Champenois
- 2004-2007 : Colonel Legrand
- 2007-2008 : Colonel Connac
- 2008-2010 : Colonel Ozanne
- 2010-2012 : Colonel de Bertier de Sauvigny
- 2012-2014 : Colonel Bultez
- 2014-2017 : Colonel Lhours
- 2017-2019 : Colonel Ott
- 2019-2021 : Colonel Mollard
- 2021-2023 : Colonel Cadot

## Insignes successifs

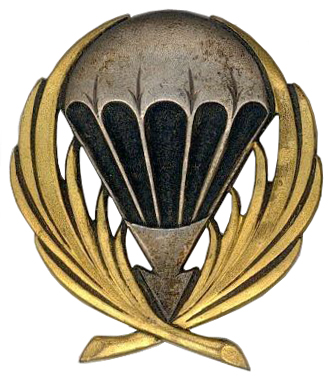
Le CETAP
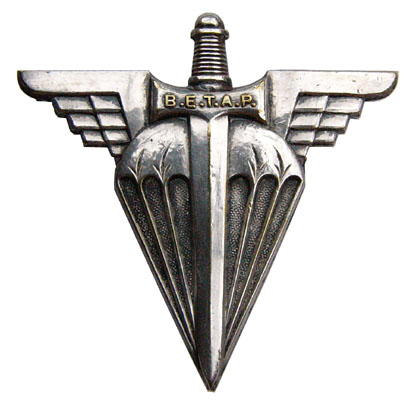
La BETAP
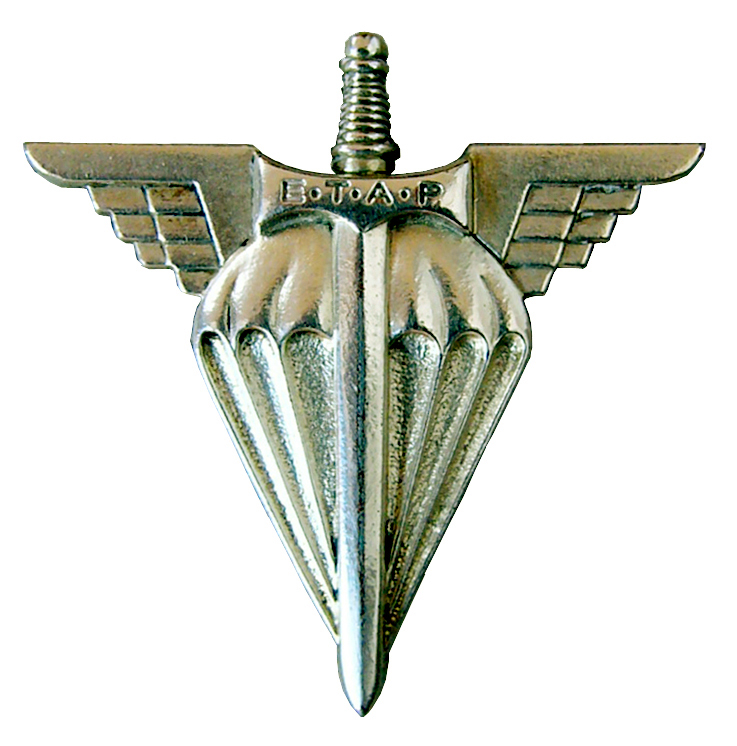
L'ETAP
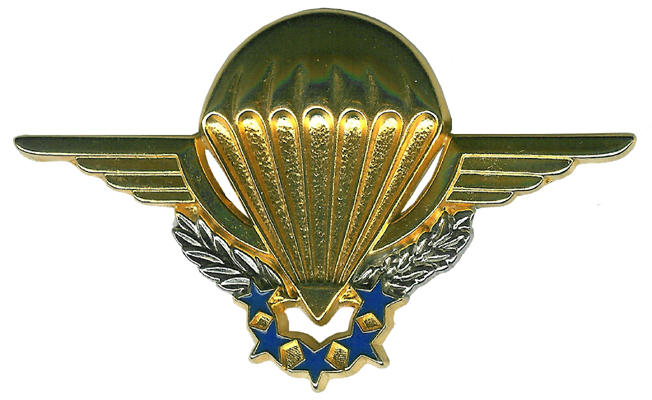
Brevets de l'ETAP : Chuteur opérationnel (GCP, Forces spéciales, SA)
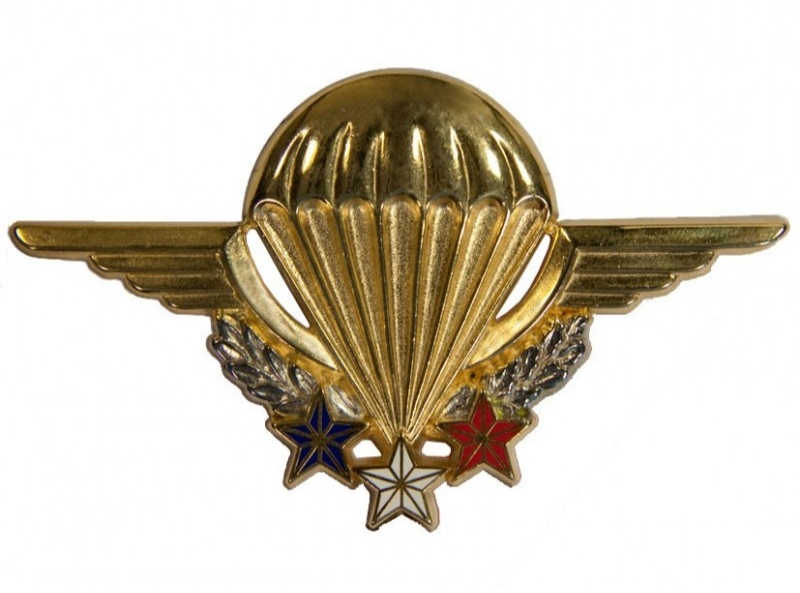
Brevets de l'ETAP : Moniteur chute opérationnelle
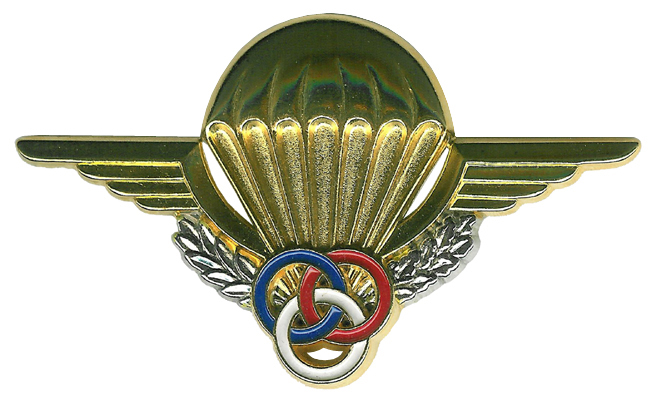
Brevet de l'ETAP : Instructeur parachutisme SCOR

## Missions

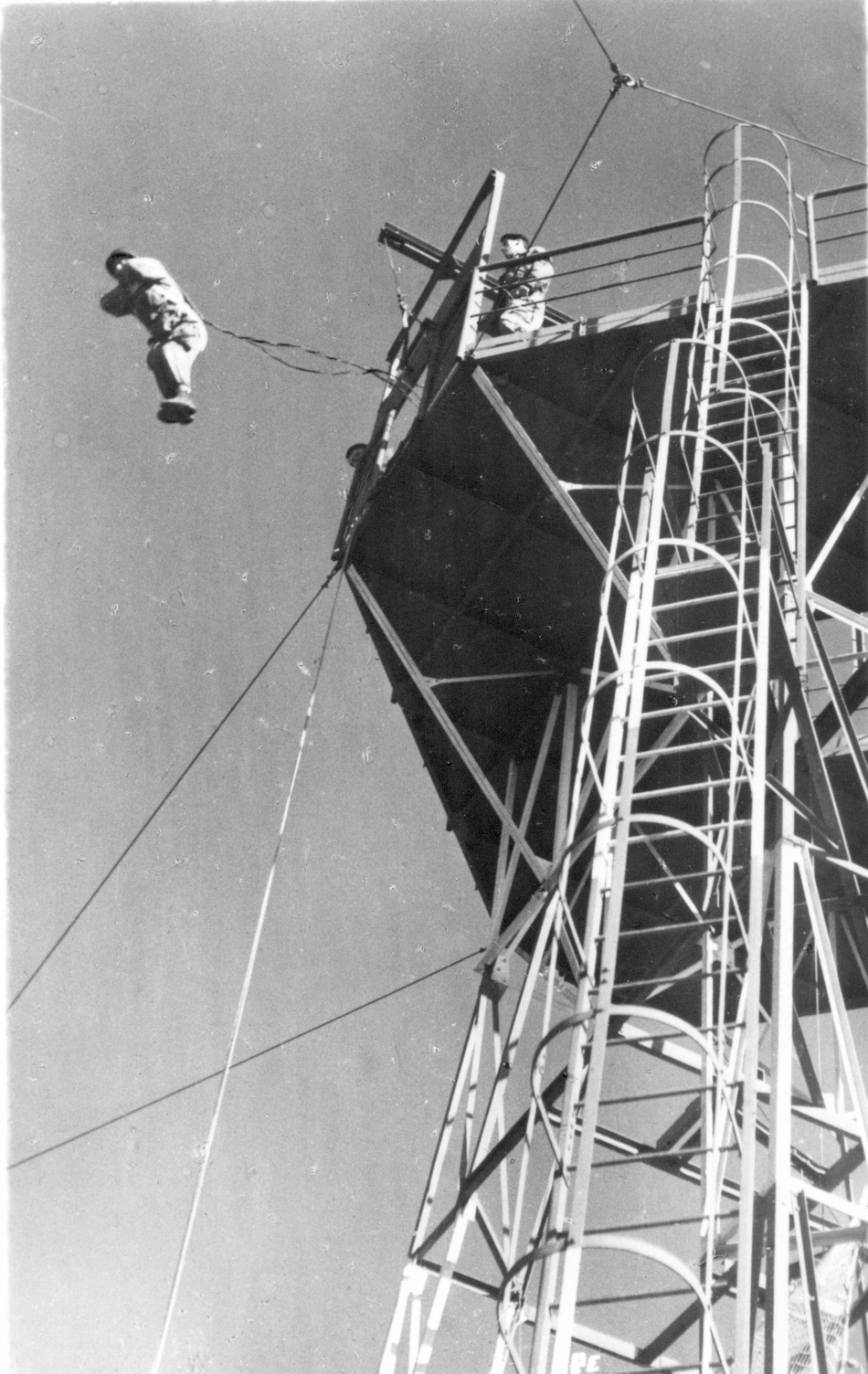
Tour d'entrainement au saut dans les années 1970.

L'ETAP est aujourd'hui le pôle de compétences interarmées dans le domaine de la formation aéroportée. Seule entité de notre institution à assurer la formation globale des parachutistes, elle est subordonnée à la 11e Brigade Parachutiste. Le commandant de l'école est le garant de la qualité de la formation délivrée, quelle soit initiale, de qualification ou de spécialisation. Il est également responsable de l'adaptation des formations en liaison avec les évolutions doctrinales ou techniques de notre métier.   
Maison-mère des bérets rouges, l'ETAP a pour mission de dispenser les formations individuelles, collectives, techniques et tactiques de l'ensemble des parachutistes des trois armées et de la gendarmerie. Chaque année, elle forme plus de 4000 stagiaires et  réalise plus de 45 000 sauts. Elle pilote les travaux relatifs au domaine TAP, en matière de pédagogie, d'équipements, de réglementation et de sécurité. Elle assure aussi la tutelle du Musée mémorial des parachutistes.  

### Formation
L'ETAP offre une diversité de formations :
La formation initiale, dispensée par la Brigade de Formation au Brevet Parachutiste (BFBP) a pour mission principale de former au saut à ouverture automatique environ 2000 stagiaires par an. 
La formation de qualification, avec un effectif annuel de 350 stagiaires, dispensée par la Brigade de Formation des Moniteurs et des Largueurs (BFML), forme les futurs moniteurs parachutistes, largueurs opérationnels et chefs largueurs, qui seront affectés à leurs unités respectives.
Les Brigades de qualification (BQ), au nombre de deux, sont chargées de qualifier l'ensemble des cadres des troupes aéroportées au sein de 5 actions de formation différentes : chef de groupe aéroporté, chef de section aéroportés, commandant d'unité aéroporté, brevet parachutiste spécialisé et chef de détachement de zone de mise à terre. L'enseignement dispensé permet aux stagiaires de tenir l'ensemble des fonctions nécessaires à la mise à terre de personnel par parachutage.   
La formation de spécialisation, dispensée par la Brigade de formation spécialisée (BFS), conduit l'ensemble de l'instruction relative à la pratique de la chute libre. Elle assure ainsi la formation individuelle et collective des chuteurs opérationnels à grande (4000 m) et très grande hauteur (8500 m), la formation en chute libre des moniteurs parachutistes, la formation des pilotes de parachute biplace opérationnel, charge lourde et passager, la formation des instructeurs au saut à ouverture commandée retardée et la formation des officiers spécialistes des techniques aéroportées.
L'ETAP forme aussi au brevet parachutiste militaire, le personnel d'encadrement des troupes aéroportées (officiers et sous-officiers), les moniteurs parachutistes, les moniteurs de chute libre et les pilotes parachutes biplaces, à la « chuteurs » opérationnels, au largage de personnels et à la formation de militaires étrangers.